# Rauma (Finlàndia)
|  | Aquest article és sobre el municipi finès. Per a altres usos, vegeu Rauma (desambiguació). |

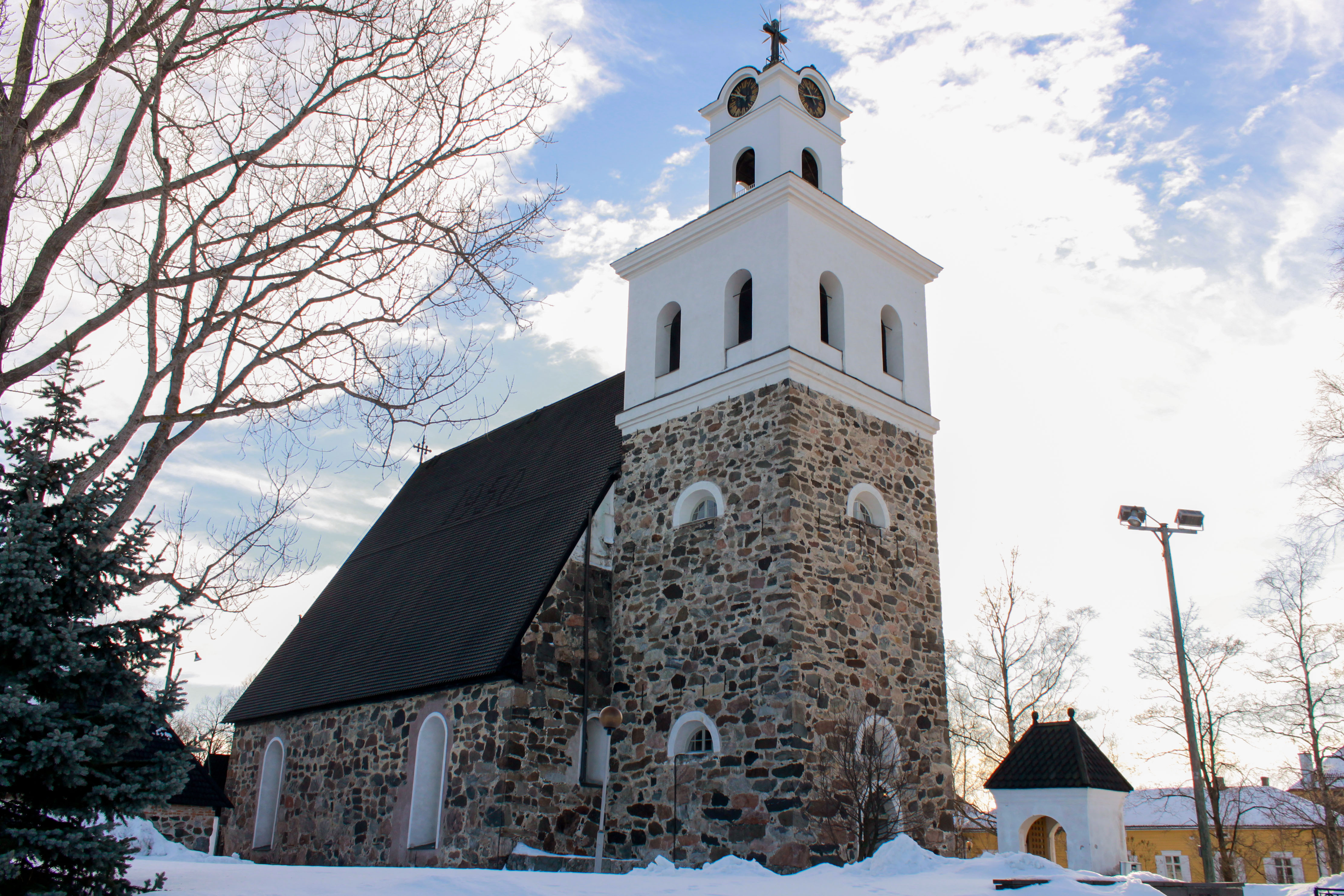
Església de la Santa Creu de Rauma

Rauma (en suec Raumo) és un municipi de Finlàndia, situat a la província de Finlàndia Occidental i a la regió de Satakunta. La localitat és coneguda per l'Antiga Rauma, una concentració d'edificis de fusta de gran interès i bon estat que ha merescut ser Patrimoni de la Humanitat per part de la UNESCO.